# Saint-Denis, Seine-Saint-Denis

Sân vận động Stade de France

Saint-Denis (Thánh Đệ Nhị) là một xã trong vùng đô thị Paris, thuộc tỉnh Seine-Saint-Denis, vùng hành chính Île-de-France của nước Pháp, có dân số là 94.700 người (thời điểm 2004).

## Các thành phố kết nghĩa
- Córdoba, Tây Ban Nha
- Gera, Đức
- North Lanarkshire, Scotland, Vương quốc Anh
- Porto Alegre, Brasil
- Sesto San Giovanni, Ý
- Tuzla, Bosnia và Herzegovina
- Nazareth, Israel-Palestine

## Những người con của thành phố
- Tabatha Cash, nữ diễn viên phim khiêu dâm
- Didier Daeninckx, nhà văn thể loại hình sự
- Paul Éluard, bút danh của Eugène Grindel, nhà thơ,
- Audrey Mestre-Ferreras, kỉ lục lặn dưới nước của thế giới (nữ)
- Suprême NTM, ban nhạc hip-hop